# Plopenii Mici
Plopenii Mici – wieś w Rumunii, w okręgu Botoszany, w gminie Ungureni. W 2011 roku liczyła 528 mieszkańców.